# El confident (pel·lícula de 2009)
El confident (títol original en anglès, The Informant!) és una pel·lícula dramàtica del 2009. Va ser dirigida per Steven Soderbergh, i està basada en fets reals i en el llibre de l'any 2000 (que no és de ficció) escrit per Kurt Eichenwald, sobre el protagonista real Mark Whitacre El guió de la pel·lícula és de Scott Z. Burns i els actors que hi participen són Matt Damon (protagonista), Scott Bakula, Joel McHale i Melanie Lynskey.

## Argument
The Informant! tracta sobre Mark Whitacre (Matt Damon), un home d'èxit ascendent en l'empresa Archer Daniels Midland (ADM) al principi de la dècada de 1990. Ell és bioquímic però en l'empresa treballa en el departament comercial. L'aminoàcid lisina que produeixen a través de procediments bioquímics està tenint problemes que es reflecteixen en pèrdues econòmiques per l'empresa, Whitacre apunta que són víctimes d'un sabotatge...

## Producció
El 2002, després de completar Ocean's Eleven, Soderbergh comunicà la seva intenció d'adaptar el llibre The Informant de Kurt Eichenwald, un periodista del The New York Times.
La producció començà el maig del 2008 a Decatur (Illinois). Les filmacions també es van fer a l'anterior mansió de Whitacre a Moweaqua (Illinois), una petita població a 40 km de Decatur. Algunes preses exteriors es van fer a Mesa (Arizona), el novembre del 2008. Matt Damon va engreixar-se uns 10 kg per interpretar a Whitacre.

## Crítica
En general el film va rebre crítiques favorables als Estats Units.

## Premis
Globus d'or
- Nominada per: 
  - Millor Actor Musical o Còmic per Matt Damon
  - Millor Banda Sonora